# Coproecus hemisphaericus
Coproecus hemisphaericus là một loài bọ cánh cứng trong họ Bọ hung (Scarabaeidae).